# Transfer (película)
Transfer es un cortometraje de 1966 escrito, filmado, editado y dirigido por David Cronenberg. Está interpretado por dos actores, Mort Ritts y Rafe MacPherson, y dura siete minutos. Se trata de una obra experimental, en la que se mezcla el surrealismo y el género cómico, y destaca por ser la primera obra realizada por el director canadiense.

## Sinopsis
Un psiquiatra, al que se le llama únicamente "Doctor", se encuentra solo en un campo nevado rodeado de un bosque de pinos. La aparición de un antiguo paciente, llamado Ralph, causa una profunda angustia en el médico. El hecho es que Ralph ha estado siguiendo obsesivamente al psiquiatra.

## Reparto
- Mort Ritts - Doctor
- Rafe MacPherson - Ralph

## Producción
Rodado en condiciones precarias, con un equipo reducido integrado por amigos y conocidos, en el libro "Cronenberg on Cronenberg", editado por Chris Rodley, Cronenberg ha resumido Transfer como sigue:

"Transfer, mi primera película, fue un sketch surrealista de dos personas - un psiquiatra y su paciente - a la mesa para el almuerzo en la mitad de un campo cubierto de nieve. El psiquiatra ha sido seguido por su obsesivo antiguo paciente. La única relación que el paciente ha tenido y que haya significado algo la ha tenido con el psiquiatra. El paciente se queja de que ha inventado cosas para impresionar y ocasionalmente preocupar al psiquiatra pero éste ha permanecido indiferente a sus esfuerzos".

## Recepción
En los portales de información cinematográfica obtiene valoraciones predominantemente negativas. En FilmAffinity con 78 votos obtiene una calificación de 4,4 sobre 10. En IMDb con 336 valoraciones de los usuarios del portal tiene una puntuación de 4,5 sobre 10.